# Криевупе (станция)
Крие́вупе (латыш. Krievupe) — железнодорожная станция на линии Рига — Лугажи, ранее являвшейся частью Псково-Рижской железной дороги. Находится на территории Гаркалнского края.

## История
Разъезд построен во время Второй мировой войны. В 1959 году от него отвели железнодорожную ветку к заводу железобетонных конструкций в Вангажи, которую демонтировали к 2017 году.